# محمد العامر الرميح
محمد العامر الرميح (1930، المدينة المنورة - 1980، بيروت) شاعر سعودي، أحد شعراء حركة التجديد في الاتجاه الرمزي وممن كتبوا في شكلين من الشعر: التفعيلة وقصيدة النثر.
تعود جذوره إلى الرس بالقصيم، درس في المدينة المنورة، حاز شهادة القسم العالي من مدرسة العلوم الشرعية، بدأ حياته العملية موظفًا بإدارة المطبوعات في وزارة الإعلام السعودي، كما عمل في مجال الإعلام والنشر بين الدمام والرياض، تحول للعمل في الحقل الدبلوماسي، واقتضى عمله السفر خارج المملكة ملحقاً ثقافياً في الكويت وبيروت التي توفي فيها 1980.
أسَّس حركة أسرة الوادي المبارك مع مجموعة من الأدباء في المدينة المنورة 1951، وكانت له علاقة تواصل مع أدباء عرب منهم فوزي المعلوف، وألبير أديب الذي نشر مقالاته النقدية وقصائده في مجلة الأديب اللبنانية وقد ظهرت أيضاً كتاباته في صحف أخرى.

## مؤلفاته
صدر له كتابان: 
- قراءات معاصرة - 1972، النقد الأدبي.
- جدران الصمت - 1974، شعر.

له ديوان:
- «جدران الصمت»- منشورات مجلة الأديب - بيروت (1974).